# Day Silva
Daiana Serafim da Silva (Varginha, 20 de outubro de 1992), conhecida como Day Silva, é uma futebolista brasileira que atua como zagueira. Atualmente, defende o Flamengo.

## Carreira em clubes
Nascida em Varginha, Minas Gerais, Day Silva jogou em equipes amadoras em sua cidade natal antes de estrear como sênior pelo Atlético Mineiro em 2010.
Posteriormente, jogou pelo Duque de Caxias e pelo Botafogo antes de ingressar no Flamengo em 2015.
Em janeiro de 2020, Day Silva se transferiu para o Santos. Ela passou parte da temporada de 2021 afastada após ser diagnosticada com chikungunya e deixou o clube em dezembro.
Em janeiro de 2022, Day Silva se juntou ao Palmeiras. Pelo Palmeiras, Day foi campeã do Campeonato Paulista de Futebol Feminino de 2022 e da Copa Libertadores da América de Futebol Feminino de 2022. Day foi responsável pelo segundo gol do Palmeiras nas quartas de final da Copa Libertadores da América de Futebol Feminino de 2022, que foi marcado de cabeça aos 50 minutos de jogo do segundo tempo, enquanto a partida estava empatada no 1 a 1 contra o Santiago Morning do Chile. Esse gol, que foi o primeiro de Day pelo time alviverde, colocou as Palestrinas na liderança do placar e classificou a equipe para uma semifinal inédita no torneio continental, vencendo de virada.
Em janeiro de 2023, acerta com a Ferroviária.
Em janeiro de 2024, acerta seu retorno ao Flamengo.
Em setembro de 2024, foi emprestada ao Santos até 31 de dezembro do mesmo ano, para as disputas da Copa Libertadores e do Campeonato Paulista. A jogadora somou apenas sete jogos, dois gols e uma assistência na segunda passagem pelo clube.
Em 2023, foi emprestada pelo Flamengo ao São Paulo, com contrato até 31 de dezembro de 2026.

## Títulos
Atlético Mineiro
- Campeonato Mineiro: 2010

Flamengo
- Campeonato Carioca: 2015, 2016, 2017, 2018, 2019
- Campeonato Brasileiro de Futebol Feminino: 2016

Santos
- Copa Paulista: 2020, 2024

Palmeiras
- Campeonato Paulista: 2022
- Copa Libertadores da América: 2022

### Prêmios individuais
- Bola de Prata - Melhor zagueira: 2023